# Channel 3
Channel 3 HD (ช่อง 3 เอชดี) – tajski kanał telewizyjny. Został założony w 1957 roku, a nadawanie rozpoczął w 1970 roku.